# Шульц фон Ашераден, Карл Фридрих
Барон Карл Фридрих Шульц фон Ашераден (нем. Carl Friedrich Schoultz von Ascheraden; 1720—1782) — лифляндский политик, философ

 и просветитель; ландрат. Был противником крепостного права.

## Биография
Представитель старинного дворянского рода, возведенного в баронское достоинство королем шведским Карлом XI в 1674 году. Карл Фридрих Шульц фон Ашераден родился 19 января 1720 года в фамильном замке Ашераден (ныне Айзкраукле), в Лифляндии. Сын шведского капитана Мартина Генриха Шульца фон Ашерадена (≈ 1687—1736) и Анны Маргареты фон Штакельберг (1694—1777). 
В двенадцатилетнем возрасте К. Ф. Шульц фон Ашераден отдан был во вновь учрежденный тогда Петербургский кадетский корпус Санкт-Петербурга. Здесь в столице, предоставленный самому себе и в кругу товарищей, имевших на него дурное влияние, Шульц фон Ашераден стал вести довольно разгульную жизнь, но через два года остепенился и лучшие его наклонности к труду и порядку взяли в нем верх, он стал избегать общества своих прежних товарищей, а имевшиеся у него средства тратил по большей части на приобретение знаний в разных областях беря частные уроки. 
В 1739 году он был выпущен из корпуса корнетом в Брауншвейгский кирасирский полк. Вскоре за тем перешёл в драгуны, произведен был в поручики и некоторое время состоял адъютантом при генерале Шпигеле. По выходе последнего в отставку в 1741 году Шульц фон Ашераден в чине капитана перевёлся в Вологодский драгунский полк, а когда, два года спустя, полк этот приказано было расквартировать в Сибири — вышел в отставку. 
Вслед за тем Карл Фридрих Шульц фон Ашераден решил попытать счастье в чужих краях и, имея рекомендательное письмо от прусского резидента в Петербурге, отправился за границу: сперва в Берлин, намереваясь определиться здесь на военную службу. Прибыв сюда, он, однако, переменил свое намерение и решил поступить в французскую армию. Но прежде чем привести в исполнение это решение, Шульц фон Ашераден для восстановления своего расстроенного здоровья отправился на богемские минеральные воды откуда был вызван матерью на родину и вступил во владение родовым замком. 

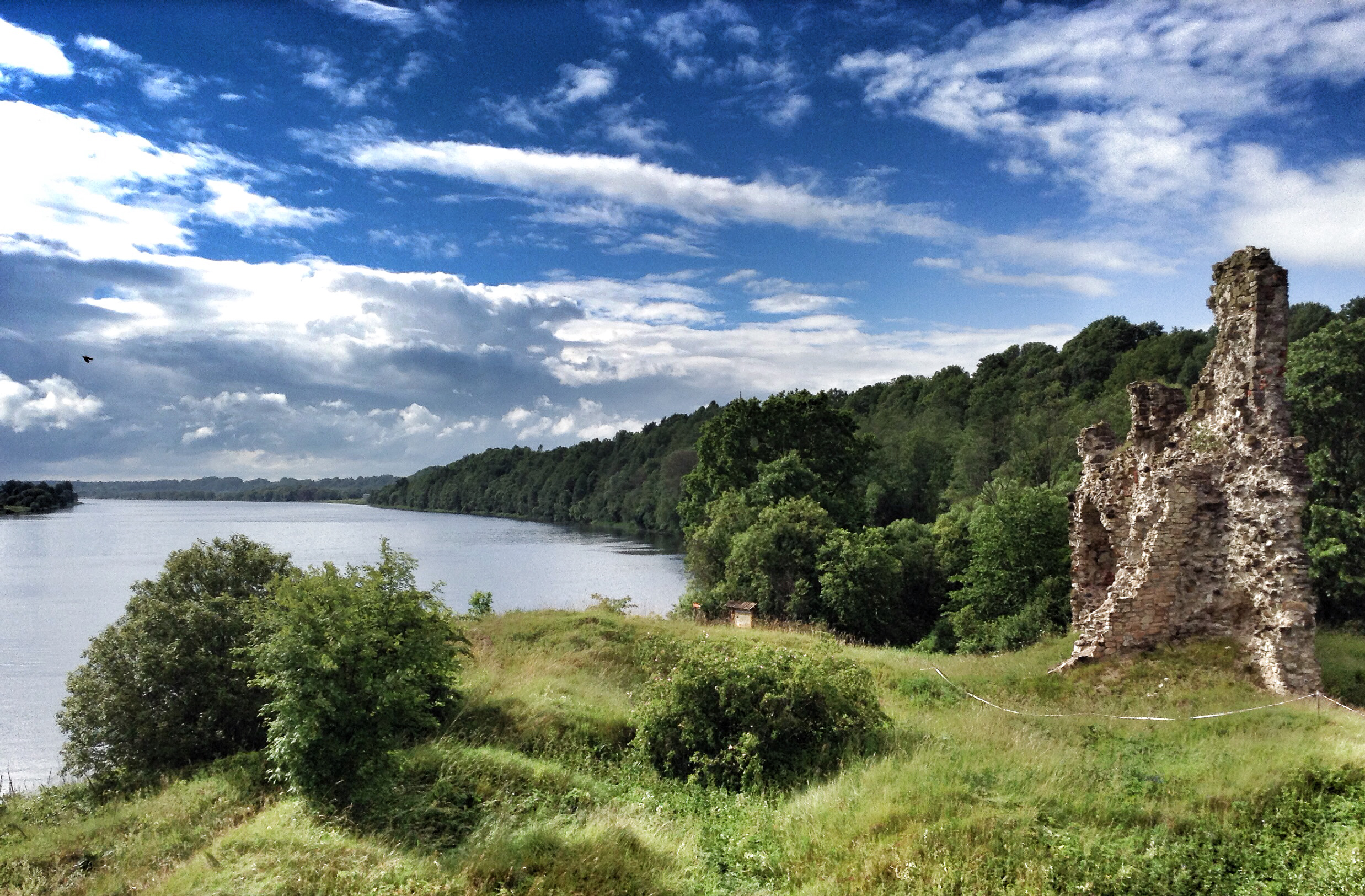
Развалины замка Ашераден

С этих пор, в течение многих лет, Шульц фон Ашераден жил в Ашерадене почти безвыездно; на досуге он много читал, пополняя пробелы своего образования, и с большим интересом занимался сельским хозяйством. Из Стокгольма он выписал специалиста межевщика для установления точных границ своих владений, много заботился об улучшении быта своих крестьян и в 1764 году составил для них уставную грамоту, которой определялись их отношения к помещику и обеспечивалось их личное благополучие. Улучшения, введенные Шульцем фон Ашераденом в сельскохозяйственном быту, возвысили ценность его имений вдвое. 
К этому же времени относится и общественная деятельность Шульца фон Ашерадена в качестве депутата от дворянства Лифляндии (с 1747 года) и лифляндского ландрата (с 1759 года). В 1765 году он, однако, сложил с себя обязанности последнего вследствие пререканий, возникших на ландтаге с другими помещиками, недовольными, главным образом, гуманным отношением Шульца фон Ашерадена к его крепостным крестьянам и его попытками ограничить помещичий произвол. Последнее время своей жизни Шульц фон Ашераден посвятил исключительно заботам о своих имениях и научным занятиям, изучению истории и права. 
Карл Фридрих Шульц фон Ашераден умер 21 января 1782 года в Ашерадене. 
С 1745 года Шульц фон Ашераден был женат на Кристине Елене фон Липхарт (1728–1790); детей не имел.